# Thelcticopis pennata
Thelcticopis pennata là một loài nhện trong họ Sparassidae.
Loài này thuộc chi Thelcticopis. Thelcticopis pennata được Eugène Simon miêu tả năm 1901.